# Vilhove, Uleanovka
Vilhove (în ucraineană Вільхове) este localitatea de reședință a comunei Vilhove din raionul Uleanovka, regiunea Kirovohrad, Ucraina.

## Demografie
Componența lingvistică a localității Vilhove
     Ucraineană (98,41%)
     Rusă (1,36%)
     Alte limbi (0,08%)
Conform recensământului din 2001, majoritatea populației localității Vilhove era vorbitoare de ucraineană (98,41%), existând în minoritate și vorbitori de rusă (1,36%).